# Triuridopsis peruviana
Triuridopsis peruviana är en enhjärtbladig växtart som beskrevs av Hillegonda Maas och Paulus Johannes Maria Maas. Triuridopsis peruviana ingår i släktet Triuridopsis och familjen Triuridaceae. Inga underarter finns listade.